# گینزبورو، لینکلن‌شر
longitudeگینزبورو، لینکلن‌شرlatitudeگینزبورو، لینکلن‌شر
گینزبورو، لینکلن‌شر (به انگلیسی: Gainsborough, Lincolnshire) یک شهرک در بریتانیا است که در انگلستان واقع شده‌است.

## خصوصیات
گینزبورو ۲۰٬۸۴۲ نفر جمعیت دارد.